# Conflit par procuration Iran-Israël
 (juin 2025).
Le contenu est difficilement compréhensible vu les erreurs de traduction, qui sont peut-être dues à l'utilisation d'un logiciel de traduction automatique.
Conflit israélo-arabe
Conflit israélo-palestinien
Guerre froide au Moyen-Orient
Le conflit par procuration Iran-Israël, également connu sous le nom de guerre par procuration Iran-Israël ou guerre froide Iran-Israël est une guerre par procuration en cours entre l'Iran et Israël. Les partisans d'Israël citent les menaces et l'hostilité des dirigeants iraniens contre Israël et leur objectif déclaré de dissoudre l'État juif sur la base ou non d'une rhétorique et d'un raisonnement antisémite. D'un autre côté, les partisans de l'Iran citent la colonisation de la Palestine et les invasions répétées du Liban pour justifier leur opposition à Israël.
L'Iran a fourni des fonds, des armes et une formation à des groupes tels que le Hezbollah libanais et le Jihad islamique palestinien (JIP), qui ont mené des attaques contre Israël dans le cadre des guerres au Liban et en Palestine et qui ont été désignés comme organisations terroristes par de nombreux pays occidentaux. Israël, lui-même détenteur d'armes nucléaires, est préoccupé par le programme d'armes nucléaires et le programme de missiles de l'Iran, et cherche à déclasser affaiblir les alliés régionaux de l'Iran.
L'hostilité de l'Iran envers Israël a suivi la révolution iranienne de 1979 et s'est étendue au soutien iranien au Hezbollah pendant le conflit au Sud-Liban (1985-2000) contre l'occupation israélienne. En 2006, l'Iran a été activement impliqué dans le soutien du Hezbollah pendant la guerre du Liban de 2006 et a parallèlement commencé à soutenir le Hamas et le Jihad islamique palestinien, en particulier dans la bande de Gaza. Israël, d'autre part, a lancé une campagne pour nuire au programme nucléaire iranien, notamment par des assassinats de scientifiques. Au début de la guerre civile syrienne, le conflit s'est aggravé et Israël a multiplié les attaques contre des forces soutenues par l'Iran en Syrie.
Israël entretient des liens avec d'autres rivaux de l'Iran tels que l'Arabie saoudite et les États-Unis. L'implication de l'Iran et d'Israël dans la guerre civile syrienne crée la possibilité d'un conflit direct entre les deux pays. Israël a soutenu et mené directement des assassinats et des attaques contre des cibles iraniennes. Israël a également mené une cyberguerre contre l'Iran et a publiquement plaidé pour une action militaire internationale contre l'Iran.
Le 13 juin 2025, à la suite de l'échec des négociations entre les États-Unis et l'Iran sur le nucléaire iranien, Israël lance l'opération Rising Lion: les usines d'enrichissement de Natanz et de Fordo, le centre de recherche de Isfahan et le réacteur nucléaire d'Arak sont ciblés. Des frappes éliminent également plusieurs haut gradés iraniens: Hossein Salami, commandant en chef du Corps des gardiens de la révolution islamique, Mohammed Hussein Baqeri, chef d'état-major des Forces armées iraniennes, Amir Ali Hajizadeh, commandant de la Force aérospatiale de l'armée des Gardiens de la révolution islamique, et Gholam Ali Rashid, général de division. L'Iran réplique le soir même en lançant une centaine de drones et de missiles sur Israël, notamment sur la capitale Tel-Aviv.
Dans les jours qui suivent, Israël tente de prendre le contrôle de l'espace aérien iranien et continue de frapper des installations militaires et civiles, comme la télévision d’État iranienne le 16 juin. L'Iran continue d'envoyer des drones et des missiles balistiques sur Israël, causant d'importants dégâts à Tel-Aviv comme à la raffinerie pétrolière de Haïfa.

## Contexte
Rouhollah Khomeini a critiqué Israël avant de devenir le guide suprême de l'Iran en 1979. Il a critiqué les liens de la dynastie Pahlavi avec Israël, considérant Israël comme un partisan du régime Pahlavi. À la suite de la révolution iranienne de 1979, le nouveau gouvernement de Khomeini a adopté une politique d'hostilité envers Israël. L'Iran a retiré la reconnaissance d'Israël en tant qu'État et a rompu tous les liens diplomatiques, commerciaux et autres avec Israël, se référant à son gouvernement comme le "régime sioniste" et au territoire israélien comme la "Palestine occupée".
L'invasion israélienne du Liban en 1982 a entraîné le départ de l'Organisation de libération de la Palestine (OLP) du Liban et l'occupation du Sud-Liban jusqu'en 2000. Malgré ce succès israélien dans l'éradication des bases de l'OLP et le retrait partiel en 1985, l'invasion israélienne à conduit à la création du Hezbollah et à la consolidation du mouvement Amal. Au fil des ans, les pertes militaires des deux côtés ont augmenté, car les deux parties ont utilisé des armes plus modernes et le Hezbollah a progressé dans ses tactiques.
L'Iran a fourni à l'organisation militante du Hezbollah des quantités substantielles d'aide financière, de formation, d'armes, d'explosifs, d'aide politique, diplomatique et organisationnelle. Le manifeste du Hezbollah de 1985 énumérait parmi ses quatre principaux objectifs "le départ définitif d'Israël du Liban comme prélude à son effacement final."
En janvier 2014, le Premier ministre israélien Benyamin Netanyahou a averti que le programme nucléaire iranien ne serait retardé que de six semaines en raison de son accord intérimaire avec la communauté internationale. Dans l'un des appariements les plus étranges de la région, Israël et les États arabes du Golfe dirigés par l'Arabie saoudite trouvent de plus en plus un terrain d'entente - et un langage politique commun - sur leur consternation mutuelle face à la perspective d'un accord nucléaire à Genève qui pourrait freiner l'attaque de Téhéran sur le programme atomique mais en laissant intacts les principaux éléments, comme l'enrichissement de l'uranium. En juin 2017, l'ancien ministre israélien de la Défense Moshe Ya'alon a déclaré que "Nous et les Arabes, les mêmes Arabes qui se sont organisés en coalition lors de la guerre des Six jours pour tenter de détruire l'État juif, nous retrouvons aujourd'hui dans le même bateau que nous... Les pays arabes sunnites, à l'exception du Qatar, sont en grande partie dans le même bateau que nous puisque nous voyons tous un Iran nucléaire comme la menace numéro un contre nous tous ».

## Déroulement
Avec l'élection de Mahmoud Ahmadinejad en 2005, les relations entre l'Iran et Israël sont devenues de plus en plus tendues alors que les pays s'engageaient dans une série de conflits par procuration et d'opérations secrètes l'un contre l'autre.
Pendant la guerre du Liban de 2006, les gardiens de la révolution iraniens auraient directement aidé les combattants du Hezbollah dans leurs attaques contre Israël[réf. nécessaire]. Plusieurs sources ont suggéré que des centaines de militaires des gardiens de la révolution ont participé au tir de roquettes sur Israël pendant la guerre et ont sécurisé les missiles à longue portée du Hezbollah[réf. nécessaire]. Des membres des gardiens de la révolution auraient été vus opérer ouvertement dans les avant-postes du Hezbollah pendant la guerre[réf. nécessaire]. En outre, des membres des Gardiens de la révolution auraient supervisé l'attaque du Hezbollah contre l'INS Hanit avec un missile antinavire C-802[réf. nécessaire]. L'attaque a gravement endommagé le navire de guerre et tué quatre membres d'équipage. Il est allégué qu'entre six et neuf membres des gardiens de la révolution ont été tués par l'armée israélienne pendant la guerre. Le 6 septembre 2007, l'armée de l'air israélienne a détruit un possible réacteur nucléaire soupçonné en Syrie, avec la mort de dix Nord-coréens.
Pendant et immédiatement après la guerre de Gaza de 2008-2009, l'armée de l'air israélienne, avec l'aide de commandos israéliens, aurait effectué trois frappes aériennes contre des armes iraniennes passées en contrebande au Hamas via le Soudan , alors que l'Iran lançait un effort intensif pour fournir des armes au Hamas. et munitions. Israël a laissé entendre qu'il était derrière les attaques. Deux convois de camions ont été détruits et un navire chargé d'armes a été coulé en mer Rouge.
En 2015, malgré les protestations israéliennes, les Etats-Unis signent avec l'Iran un accord sur son programme nucléaire. Celui-ci prévoit une limitation du programme nucléaire iranien pendant au moins une décennie, un renforcement des contrôles afin de s'assurer qu'il ne soit pas destiné à produire des armes nucléaires et une levée progressives des sanctions contre l'Iran. En 2018, le nouveau président américain, Donald Trump, rompt l'accord. La première présidence de Donald Trump (2017-2021) permet à Israël de multiplier les attaques contre l'Iran avec le soutien de Washington. De nombreux scientifiques iraniens sont assassinés. Benyamin Nétanyahou tente de convaincre le président américain de mener des bombardements à grande échelle sur l'Iran à la fin de la présidence de celui-ci.

### Conflit Iran-Israël de 2024-2025
Le 1er avril 2024 après une frappe aérienne du consulat iranien de Damas en Syrie par Israël, qui tue quatorze personnes dont des officiers iraniens, l'Iran riposte dans la nuit du 13 au 14 avril avec l'opération Promesse honnête, impliquant plusieurs centaines de drones Shahed 136, ainsi que, plus tard dans la nuit, des missiles balistiques et de croisière emportant des charges conventionnelles (pour un total de près de 300 vecteurs). Il s'agit de la première attaque de l'Iran contre le territoire israélien. Elle ne fait pas de dégâts notables.
Le 19 avril 2024, Israël réplique par une attaque sur le centre de l'Iran menée par de petits drones qui ne font pas de dégâts notables.
De nouvelles frappes iraniennes contre Israël sont menées le 1er octobre 2024 au moyen de missiles balistiques lancés en deux vagues,. Des explosions sont entendues au-dessus de Tel-Aviv et de Jérusalem. L'armée israélienne confirme que plus de 180 missiles ont été tirés par l'Iran et selon Beyrouth il s'agirait de plus de 400 engins balistiques. Un Palestinien est tué et plusieurs autres sont blessés par des fragments de roquettes à Jéricho. Cette attaque est lancée en réponse à l'invasion du Liban par Israël, à l'assassinat par Israël du chef du Hamas Ismaël Haniyeh le 31 juillet 2024 à Téhéran et du secrétaire général du Hezbollah, Hassan Nasrallah lors du bombardement du siège du Hezbollah le 27 septembre. C'est la deuxième fois que l'Iran attaque ouvertement Israël depuis son propre territoire après la vague de bombardement du 13 avril 2024.